# Shadow Offering
Shadow Offering — четвёртый студийный альбом канадской экспериментальной поп/арт-рок группы Braids, изданный 19 июня 2020 года на лейбле Secret City Records. Первоначально он должен был выйти 24 апреля 2020 года, но был отложен из-за пандемии COVID-19.. Альбом получил широкое одобрение и положительные отзывы музыкальной критики и интернет-изданий.
Продюсером альбома выступил бывший гитарист группы Death Cab for Cutie Крис Уолла.

## Отзывы
| Совокупная оценка    | Совокупная оценка |
| Источник             | Оценка            |
| -------------------- | ----------------- |
| Metacritic           | 77/100            |
| Оценки критиков      |                   |
| Источник             | Оценка            |
| AllMusic             | [ 1 ]             |
| Clash                | 8/10              |
| Exclaim!             | 7/10              |
| The Line of Best Fit | 9/10              |
| Loud and Quiet       | 7/10              |
| MusicOMH             | [ 11 ]            |
| NME                  | [ 12 ]            |
| Under the Radar      | 8.5/10            |

Альбом получил положительные отзывы музыкальной критики и интернет-изданий. Агрегационный сайт Album of the Year поставил альбому оценку 75 на основе 15 обзоров. Сайт Metacritic оценил альбом на 78баллов по 13 отзывам профессиональных рецензентов.
Хизер Фарес из AllMusic отметил в рецензии, что «Более грустный, более мудрый и более сильный альбом, Shadow Offering отражает большие изменения в мире Braids, но доказывает, что они по-прежнему на высоте, когда копаются в сложных эмоциях и сидят с ними».

## Итоговые списки
| Публикация      | Список                                       | Ранг | Ссылка |
| --------------- | -------------------------------------------- | ---- | ------ |
| Stereogum       | Stereoguḿs 50 Best Albums of 2020 — Mid-Year | 28   | [ 15 ] |
| Under the Radar | Under the Radaŕs Top 100 Albums of 2020      | 24   | [ 16 ] |

## Список композиций
| №  | Название       | Длительность |
| -- | -------------- | ------------ |
| 1. | «Here 4 U»     | 3:51         |
| 2. | «Young Buck»   | 3:53         |
| 3. | «Eclipse»      | 4:56         |
| 4. | «Just Let Me»  | 5:15         |
| 5. | «Upheaval II»  | 5:03         |
| 6. | «Fear of Men»  | 4:30         |
| 7. | «Snow Angel»   | 9:00         |
| 8. | «Ocean»        | 3:49         |
| 9. | «Note to Self» | 4:29         |